# Perdita rectangulata
Perdita rectangulata är en biart som beskrevs av Cockerell 1896. Perdita rectangulata ingår i släktet Perdita och familjen grävbin. Inga underarter finns listade i Catalogue of Life.